# Босфор

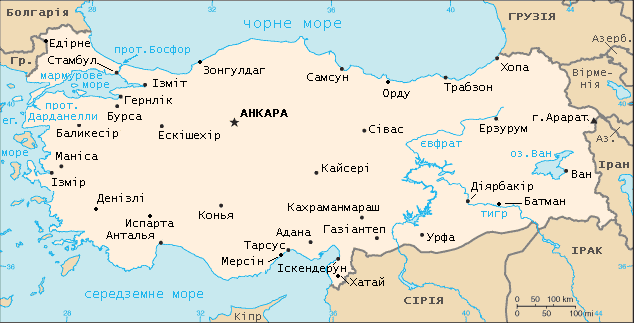
Мапа Туреччини. Протока Босфор — у верхньому лівому куті мапи

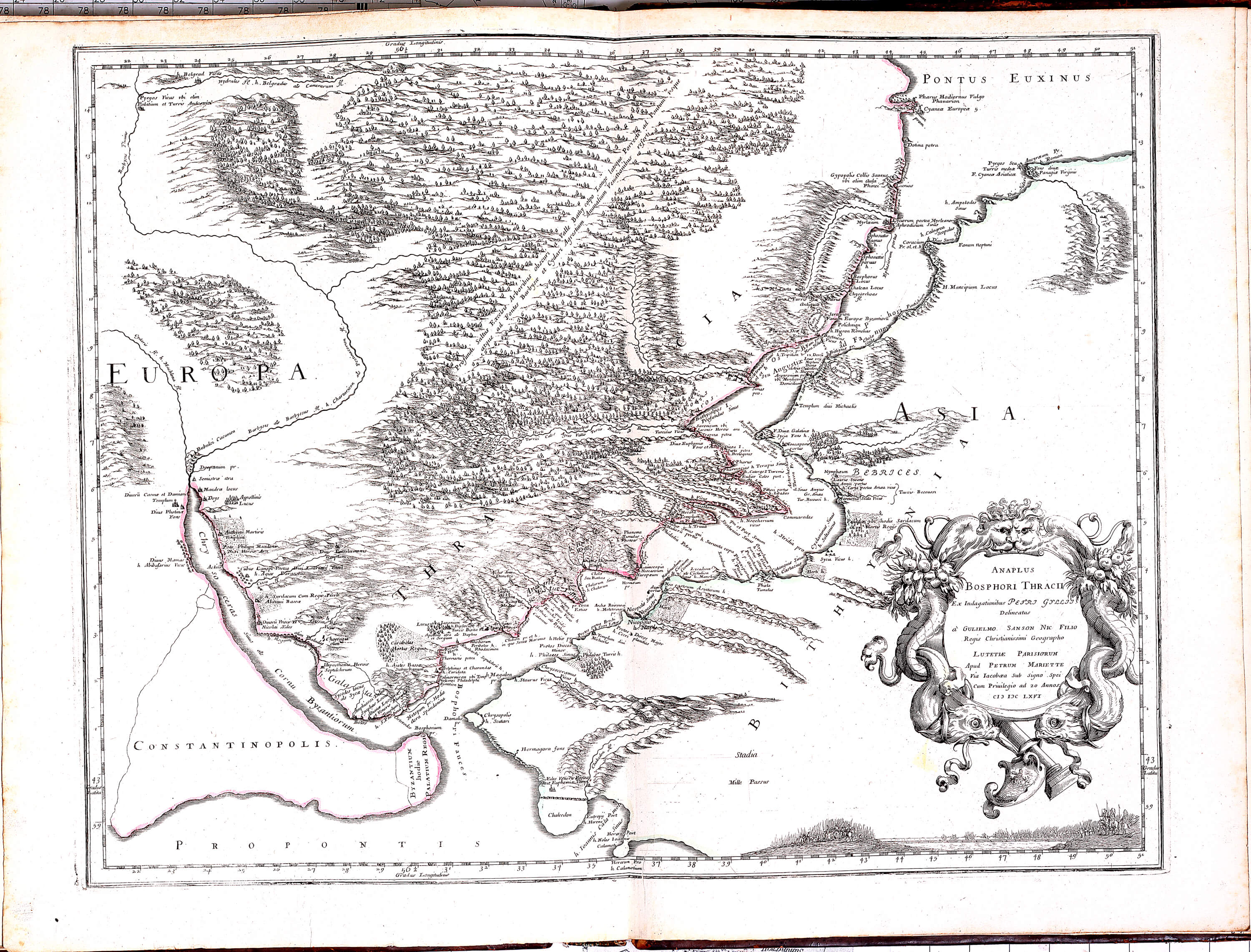
Нікола Сансон. Протока Босфор у 1651 р.

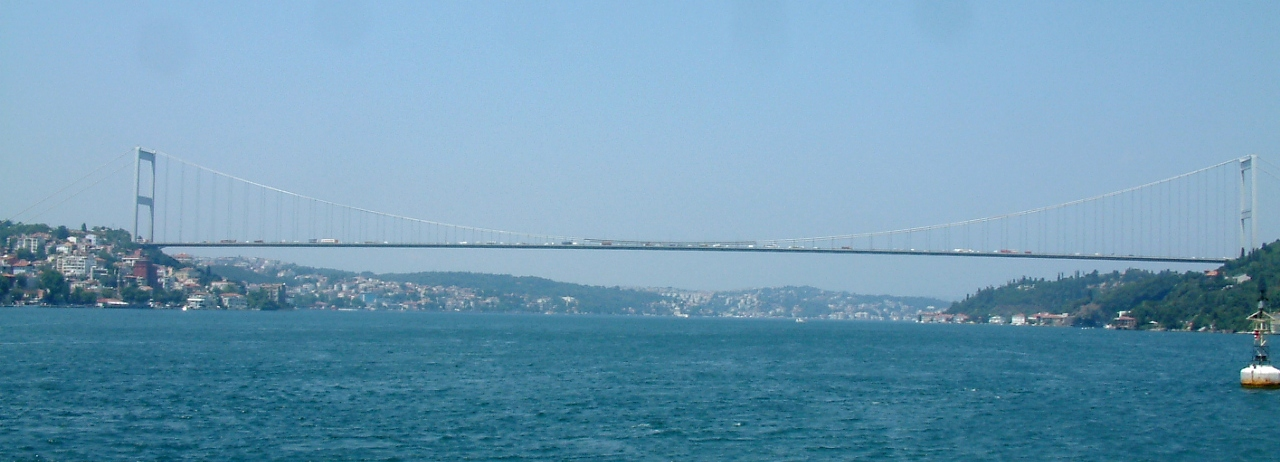
Міст Султана Мехмета через Босфор

Босфо́р або Боспо́р (дав.-гр. Βόσπορος), також Істанбульська протока (тур. İstanbul Boğazı) — протока завдовжки 30 км у Туреччині, що з'єднує Чорне та Мармурове моря, відокремлюючи азійську частину Туреччини (Анатолію) від її європейської частини — Фракії. Узбережжя протоки вельми щільно заселено, на його березі розташовано Стамбул з населенням понад 11 млн осіб.
Найбільша затока називається Золотий Ріг.
Босфор має дві течії — з менш солоною водою верхню з Чорного моря в Мармурове, на південь (швидкість 1,5—2 м/с) і з солонішою водою нижню — з Мармурового моря в Чорне, (швидкість, 9—10 м/с), яке має продовження в Чорному морі як підводна річка
Разом з протокою Дарданелли Босфор утворює один з найважливіших морських транспортних шляхів, що з'єднує акваторії Чорного та Середземного морів.

## Назва
За античних часів назву Боспор (грец. βοσπορος — коров'ячий брід), що пов'язана з легендою про грецьку богиню Іо, мали дві протоки — Боспор Фракійський (Босфор) і Боспор Кімерійський (Керч).
У наш час протока має назву Босфор. Інколи її також називають Боспор (грец. βοσπορος, трансліт. Боспорос).
У Туреччині протоку переважно називають Істанбульською протокою (тур. İstanbul Boğazı), однак уживаються також і скорочені назви: Богаз (тур. Boğaz — протока, прохід) та Богазичи (тур. Boğazıçı).

## Транспорт

### Море
Щодня Босфором курсують численні пасажирські та автомобільні пороми, а також рибальські судна і яхти різного розміру.
Босфорська протока займає особливе місце серед відомих найбільш важкопрохідних проток у світі через інтенсивний рух транзитних суден, поромні переправи, дрібні судна, течії до 6 вузлів і різкі зміни погоди в осінньо-зимовий період. Багато судноплавних компаній рекомендують капітанам використовувати лоцманів для транзитного проходу протоки Босфор. Транзитна швидкість у протоці має бути не більш як 10 вузлів. За прохід протокою стягується маяковий збір, а для військових кораблів існують численні обмеження, особливо стосовно кораблів не чорноморських держав.
З 2011 року уряд Туреччини розпочав розробку проєкту каналу завдовжки приблизно 80 км, що має прямувати з півночі на південь через західний край провінції Стамбул як другий водний шлях між Чорним і Мармуровим морями, призначений для зниження ризику в Босфорі.

### Мости
Перший Босфорський міст — підвісний міст, 1074 м завдовжки, було введено в експлуатацію у 1973 році та є частиною автостради О1.
Міст Султана Мехмета або Другий Босфорський міст — підвісний міст, 1090 м завдовжки, було введено в експлуатацію у 1988 році приблизно в 5 км на північ від першого моста і є частиною автостради О2.
Міст Султан Селім Явуз має комбіновану конструкцію — вантово-підвісний, введено в експлуатацію 26 серпня 2016. Міст побудовано біля північного краю Босфору, між селами Гаріпче (фракійська сторона) та Пойразкей (анатолійська сторона) та буде частиною Північно-Мармурової автостради, яка надалі буде інтегрована з існуючою чорноморською прибережною автострадою, і дозволить транзитний трафік в обхід міського руху.

### Тунелі
Мармарай — підводний залізничний тунель, побудований методом зануреної труби має 13,7 км завдовжки, відкрито 29 жовтня 2013 року. Приблизно 1400 м траси тунелю прямує під водною поверхнею, на глибині близько 55 м.
Босфорський водогін завдовжки 5551 м введено в експлуатацію у 2012 році для транспортування води водогоном Мелен з річки Мелен, провінції Дюздже у фракійську частину Стамбула, загальна довжина водогону Мелен — 185 км.
Тунель Євразія — тунель завдовжки 5,4 км у стадії будівництва, між Казличешме на фракійській стороні та Гезтепе на анатолійській стороні Стамбула, відкрито 20 грудня 2016 року, знаходиться на відстані близько 1 км південніше за залізничний тунель Мармарай.

## Будова
Босфор — найвужча міжконтинентальна протока. Межі Босфору визначаються як сполучні лінії між маяками Румелі і Анадолу на півночі та між маяками Ахиркапи і Кадикей-Інджибурну на півдні. Між цими межами протока має 31 км завдовжки, завширшки 3329 м біля північного гирла і 2826 м біля південного. Його максимальна ширина становить 3420 м між Умур'єрі та Бююкдере Лімани, а мінімальна — 700 м між Канділлі та Ашиян.
Глибина Босфору варіюється від 13 до 110 м по фарватеру і має в середньому 65 м. Найглибша точка — між Канділлі та Бебек — 110 м. Наймілководніша точка — навпроти Кадикей-Інджибурну — 18 м, на півночі та навпроти мису Ашиян — 13 м, на півдні.

## Утворення
Протока має ерозійне походження; і є старою річковою долиною, затопленою морською водою в четвертинний період
Між геологами нема одностайності щодо причини утворення Босфору. Тисячі років Чорне море було відокремлене від Егейського. Одна з останніх теорій (опублікована в 1997 році Вільямом Раяном і Уолтером Піттманом з Колумбійського університету) стверджує, що Босфор утворився близько 5600 років до н. е., коли внаслідок підвищення рівня води Середземного / Мармурового моря зруйнувалася гребля до Чорного моря, яке в той час (згідно з теорією) було прісним озером і лежало нижче рівня океану.
Існує твердження, що прорив греблі призвів до затоплення сільськогосподарських угідь, що, своєю чергою, призвело до написання Епосу про Гільгамеша, а також 6—9 глави Книги Буття. Але є також і свідчення про рух води від Чорного до Мармурового в 7000 або 8000 роках до н. е.

## Стратегічне значення

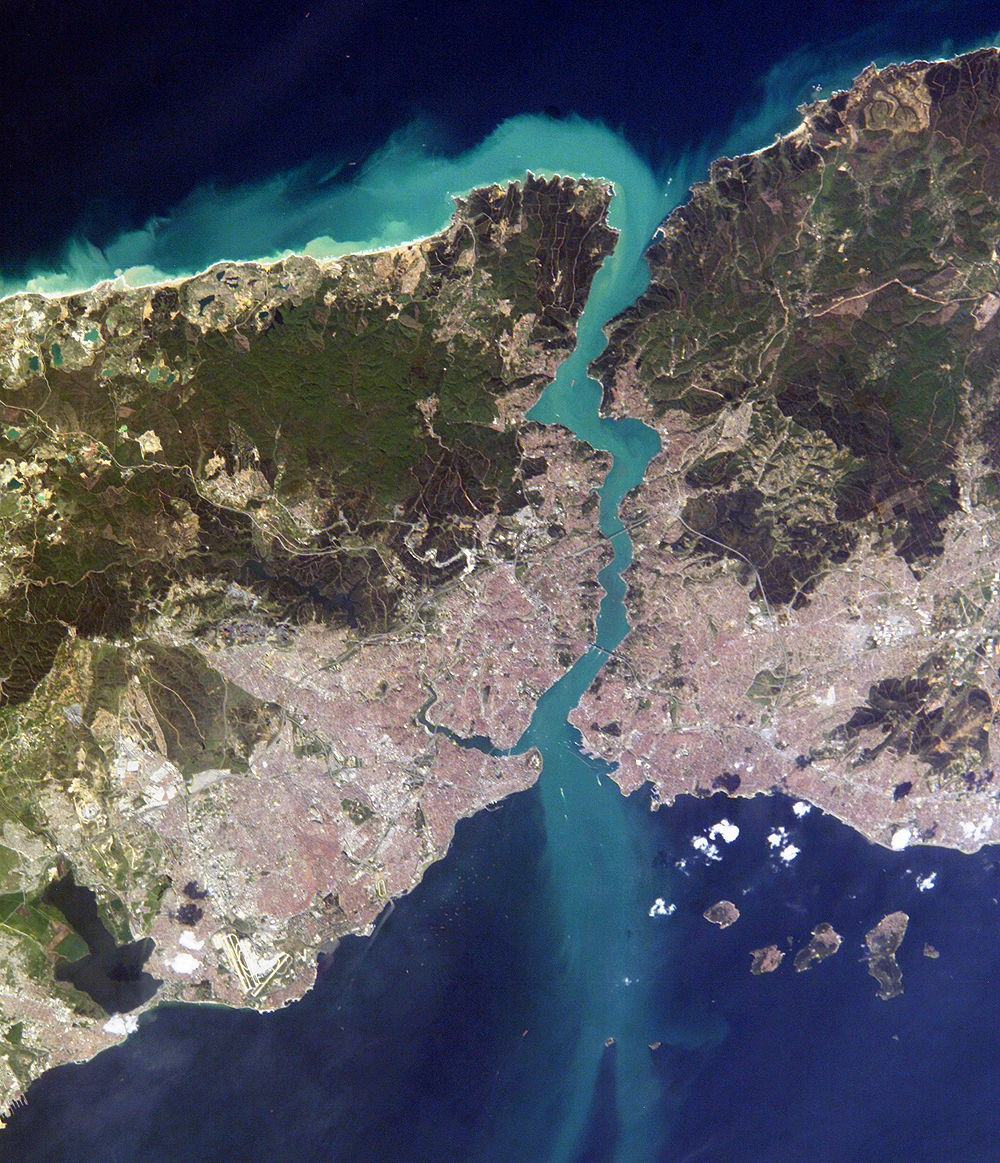
Стамбул і Босфор

Босфор віддавна має стратегічне значення. Давньогрецьке місто-держава Афіни, залежне від завезення зерна зі Скіфії, підтримувало дружні стосунки з Мегарою, яка мала колонію Візантій на берегах протоки.
Стратегічне значення протоки — один із головних чинників у постанові римського імператора Костянтина Великого про перенесення столиці Римської імперії на Босфор. Місто пізніше стало столицею Східної Римської імперії. Після завоювання міста Османською імперією 29 травня 1453 року османи перенесли в Константинополь власну столицю.
Стратегічне значення Босфору залишається незмінним і в новітню епоху. Це підтверджується перебігом Російсько-турецької війни 1877—1878 років, а також нападом на війська Антанти в 1915 році в Дарданеллах.
Після Першої світової війни, у 1920 році, був підписано Севрський договір, який передбачав демілітаризацію протоки та теренів навколо нього під контролем Ліги Націй. Статус проток було змінено відповідно до Лозаннського договору у 1923 році. За цим договором протоки поверталися Туреччині, але іноземні військові та комерційні судна мали право на вільний прохід протоками. Але й від цих умов Туреччина відмовилась і ремілітаризувала протоки. Офіційно цей стан було закріплено Конвенцією Монтре про статус проток. Ця конвенція діє досі та передбачає вільний прохід комерційних суден навіть у воєнний час й обмежений прохід військових суден не чорноморських країн.
Під час Другої світової війни Туреччина залишалася нейтральною країною, до лютого 1945 року Босфор і Дарданелли були закриті для воюючих держав. Під час війни Йосип Сталін відкрито вимагав концесії для радянських військових баз, навіть без вступу Туреччини у війну. Цей інцидент, а також вимога Сталіна реституції турецьких провінцій Карс, Артвин, Ардаган Радянському Союзу (які були втрачені Туреччиною в 1877—1878 роках, але повернені згідно з Карською угодою 1921 року) спонукали Туреччину відмовитись від нейтралітету і вступити до НАТО.